# عرض (علم الحيوان)

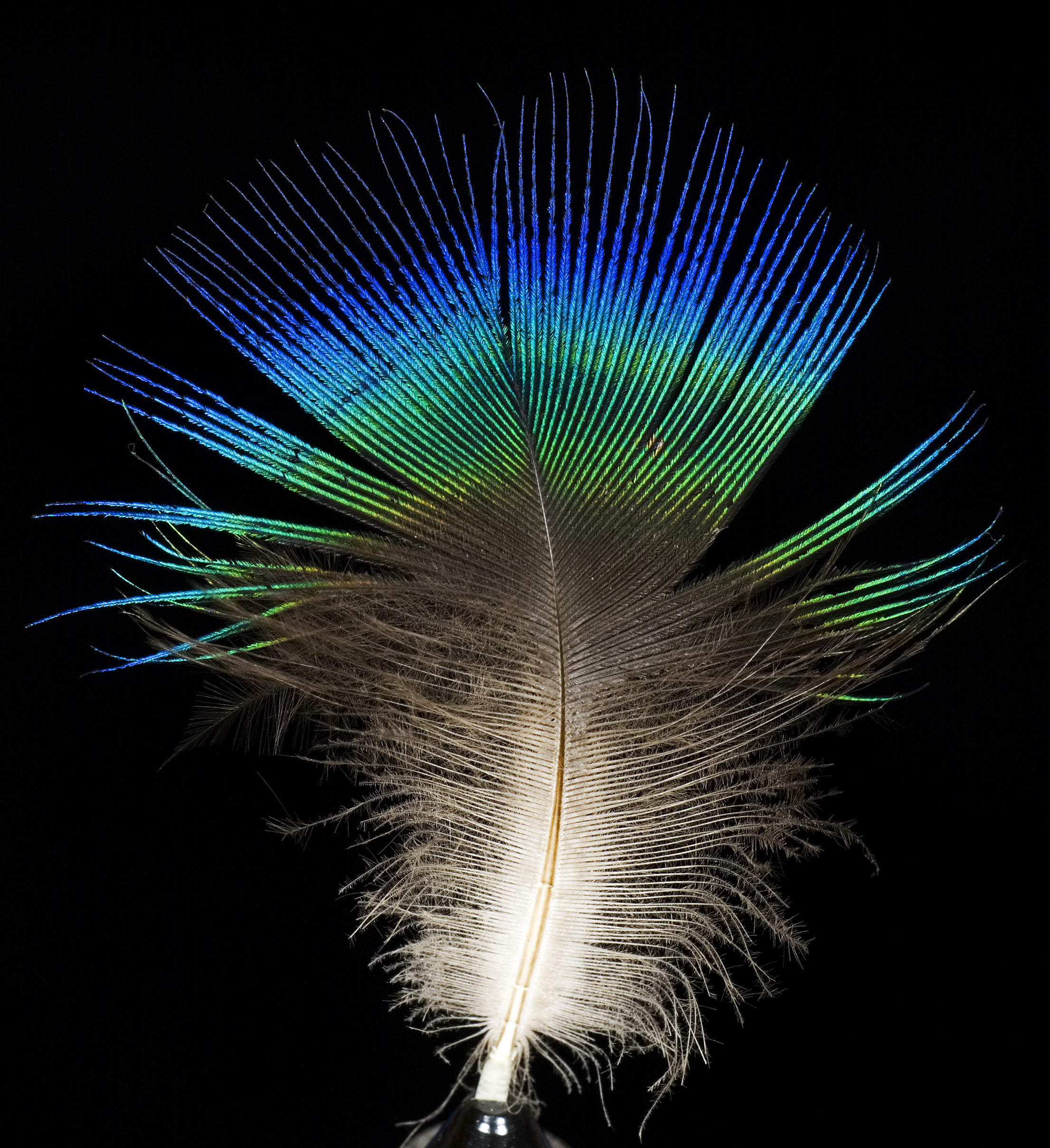
العديد من الطيور الذكور لها ريش ملون بألوان براقة يستخدم في العروض. وهذا الريش مأخوذ من ذكر الطاووس الهندي Pavo cristatus.

العرض هو شكل من سلوكيات الحيوانات، المرتبطة ببقاء الأنواع بطرق متنوعة. ومن بين طرق العرض المستخدمة من خلال بعض الأنواع يمكن أن نرى التودد، حيث يكون للذكر في الغالب سمات لافتة تتميز باللون أو الشكل أو الحجم، وتستخدم لجذب الإناث. وفي الحالات الأخرى، يمكن أن تسلك الأنواع سلوكًا إقليميًا فيما يتعلق بالعرض، من أجل الحفاظ على البحث عن الغذاء أو إقليم الصيد للعائلة أو المجموعة. ويظهر نوع ثالث من خلال الأنواع التي تعتمد على التنافس، والتي تتقاتل فيها الذكور من أجل الحصول على «حق» التناسل.

## بين الحيوانات
تستخدم الحيوانات سلوكيات وطرق العرض كإشارات للحيوانات الأخرى، غالبًا تكون من نفس النوع. ورغم وجود تنوع كبير في طرق العرض لدى الحيوانات، فإنها غالبًا ما تستخدم كوسائل إعلانية تتسم بالأمانة عن الصحة و/أو القوة و/أو سمية الحيوان الذي يمتلك تلك الميزة. وبين الأنواع، ينظر إلى ذلك عادة في المنافسات التي تتم بين الحيوانات من أجل التزاوج. ويمكن أن يتم ذلك من خلال تهديد المنافسين من نفس النوع أو التودد إلى الإناث أو كلا النوعين. ومن بين أنواع التودد العش الذي يبنيه طائر التعريشة الذكر لجذب الإناث. وهناك حيوانات أخرى، مثل سلطعون العابث، التي تكشف عن حجم مخالبها الضخمة لتهديد منافسيها. وكما ذكرنا، يمكن أن تستخدم الحيوانات كذلك سلوكيات العرض أثناء المنافسة المباشرة بينها من أجل الحصول على موارد أخرى بخلاف التزاوج. ففي الحيوانات التي تمتلك قدرات تسليحية قوية بطبيعة الأنماط الحياتية الخاصة بها، يمكن أن تساوي المواجهة البدنية الوفاة لأحد أو كل المشاركين فيها. وفي تلك الحالات، فإن استخدام سلوك عرض يسمح للحيوانات بتقدير القدرة القتالية للمنافس يمكن أن يؤدي إلى توفير تكاليف ومخاطر المشاركة في معركة قتالية غير ضرورية. ويمكن أن نرى أمثلة على هذا السلوك في عالم الخنافس والطيور والثدييات وغير ذلك الكثير.

## بين البشر
غالبًا ما يكشف البشر عن قدراتهم عند التزاوج من خلال السعي وراء الثروة أو الشهرة. ويمكن أن يقدم الرجال الكبار في شعب بابوا احتفالات كبيرة لإظهار مدى تأثيرهم ونفوذهم. وقد لوحظ أن احتفالات سكان بوتلاتش في شمال غرب المحيط الهادئ يهتمون بشدة بنفس هذا التأثير.

## الأنواع التي تعتمد على التنافس
الأنواع التي تعتمد على التنافس في علم الحيوان هي تلك الأنواع التي تتنافس فيها الأنواع التابعة لجنس واحد (غالبًا الذكور) من أجل التزاوج. وفي الأنواع التي تعتمد على التنافس، لا يفوز معظم أعضاء الجنس المتنافس مطلقًا في المنافسات وبالتالي لا يتزاوجون مطلقًا، إلا أن تقريبًا كل أعضاء الجنس الآخر يتزاوجون مع المجموعة الصغيرة من الفائزين في تلك المنافسات.[بحاجة لمصدر]
تتسم الأنواع التي تعتمد على التنافس بالقتال الوحشي بين الأفراد التابعين لنفس الجنس. وتمتلك الأفراد الأكبر بشكل كبير أو التي تمتلك قدرات تسليحية أفضل في تلك الأنواع ميزة، ولكن على النوع المنافس لها فقط. وبالتالي، فإن معظم الأنواع التي تعتمد على التنافس تتمتع بدرجة عالية من مثنوية الشكل الجنسي. وتشتمل أمثلة الأنواع التي تعتمد على التنافس على طيور الطيهوج والطاووس والأسود والغوريللا الجبلية وفيل البحر.
وفي بعض الأنواع، فإن أعضاء الجنس المتنافس يتواجدون معًا في مناطق عرض خاصة يطلق عليها اسم عروض التزاوج. وفي الأنواع الأخرى، يكون التنافس مباشرًا بشكل أكبر، حيث يحدث القتال بين الذكور.
وفي مجموعة صغيرة من الأنواع، تتنافس الإناث على الذكور، ويشتمل ذلك على أنواع طيور الجاكانا وأنواع الفالاروب والضبع المرقط. وفي كل تلك الحالات، تمتلك إناث تلك الأنواع سمات تساعد في المعارك التي تتم بين أفراد نفس الجنس: مثل الأجسام الكبيرة والعدوانية والسيطرة على المناطق. كما يظهر كذلك الإبقاء على «زوجات» لذكور متعددين بين هذه الحيوانات.
وأغلب الأنواع تقع على خط ممتد بين الأنواع التي تعتمد على التنافس والأنواع التي ترتبط فيها الأزواج.